# Dub v lesním porostu Kamýk
Dub v lesním porostu Kamýk je památný strom, který roste v Praze 4-Kamýku v severním cípu lesa poblíž ulice Cihlářova.

## Parametry stromu
- Výška (m): 36,0
- Obvod (cm): 333
- Ochranné pásmo: vyhlášené – kruh o poloměru 11 m na p.č. 1858/1
- Datum prvního vyhlášení: 10.10.2008[1]
- Odhadované stáří: 165 let (k roku 2016)[2]

## Popis
Kmen stromu se rozděluje nízko nad zemí ve dva mohutné kmeny. Ty se směrem vzhůru spojují a opět rozdělují. Koruna je vysoká a její větve se navzájem křižují; jsou v ní nainstalovány bezpečnostní vazby. Zdravotní stav dubu je velmi dobrý.

## Historie
Les, kde se nachází, se původně nazýval „Hořejší Borový“ Dub byl vysazen kolem roku 1850. Les v místech jeho stanoviště zabíral až do roku 1900 pouze velmi malou plochu a strom rostl na jeho okraji. Roku 1900 se obec Modřany rozhodla svoje pozemky na t. zv „Kamýku“ zalesnit sazenicemi akátů, bříz a modřínů z obecní školky V Potočkách v Modřanech. V zalesňování se pokračovalo roku 1912 sazenicemi Okrašlovacího a zalesňovacího spolku v Praze. Dnešní název lesa je Kamýk.
Turistická trasa
Okolo dubu vede turistická značená trasa  3129 z Malé Chuchle k Hálkovu pomníku v Dolních Břežanech.

## Památné stromy v okolí
- Dub letní V hrobech